# Jakkalsfontein
Jakkalsfontein is een klein dorp in de regio West-Kaap in Zuid-Afrika.